# 倒卵叶报春
倒卵叶报春（学名：Primula rugosa）为报春花科报春花属下的一个种。

## 扩展阅读
- 維基物種上的相關：倒卵叶报春